# Hans H. Zerlett
Hans Heinz Zerlett (Wiesbaden, 12 settembre 1893 – Buchenwald, 6 luglio 1949) è stato un regista, sceneggiatore e commediografo tedesco.

## Biografia
Abbondonò gli studi per diventare un attore girovago. Nel 1917 diventò direttore del Friedrichstadt-Palast a Berlino, e iniziò a scrivere le sue prime commedie teatrali.
Esordì come sceneggiatore cinematografico nel 1927, e diventò in breve tempo lo sceneggiatore di fiducia della star del tempo Anny Ondra. Dal 1934 fu attivo anche come regista, e si specializzò con successo nella commedia di genere slapstick. Nel 1939 fu messo brevemente a capo della casa di produzione Tobis Film.
Durante il terzo reich fu un membro del Partito Nazista, un amico intimo dell'influente politico nazista Hans Hinkel, e diresse due film di propaganda antisemita, Robert und Bertram e Venus vor Gericht. 
Nel 1942 diventa padre di Wolfgang Zerlett, che diventerà anch'egli attore.
Con la caduta del nazismo fu fatto prigioniero dai sovietici e internato prima a Mühlberg e in seguito nel campo di concentramento di Buchenwald, dove morì di tubercolosi.

## Filmografia parziale

### Sceneggiatore
- La figlia del reggimento (1929)
- Die Fledermaus (1929)
- Zwei Menschen (1930)
- Die Fledermaus (1931)
- Un bacio e un ceffone (1931)
- Das Konzert (1931)
- Il pipistrello (1932)
- Großstadtnacht (1932)
- Due cuori felici (1932)
- La figlia del reggimento (1933)
- Miraggi di Parigi (1933)
- La principessa della Czarda (1934)
- Amore in gabbia (1934)
- La bionda Carmen (1935)
- Il piccolo conte (1935)

### Sceneggiatore e regista
- Da stimmt was nicht (1934)
- Knock out come divenni campione (1935)
- Primo incontro (1936)
- Sotto il cielo delle Antille (1937)
- Die Fledermaus (1937, supervisione alla regia)
- Brillano le stelle (1938)
- Battaglia di donne (1938)
- Amore all'americana (1938)
- Robert und Bertram (1939)
- Venus vor Gericht (1940)
- Ti voglio bene! (1942)